# 彭氏间吸鳅
彭氏间吸鳅又名秉氏間吸鰍（学名：Hemimyzon pengi）为平鳍鳅科间吸鳅属的鱼类。在中国，分布于澜沧江水系等。该物种的模式产地在勐海县流沙河。

## 扩展阅读
維基物種上的相關：彭氏间吸鳅